# レフカ
レフカ (ギリシャ語: Λεύκα)またはレフケ (トルコ語: Lefke)は、キプロス北部のモルフォウ湾に面した都市。事実上北キプロス・トルコ共和国の支配下にある。2011年の人口は3,009人。北キプロスの行政区画レフケ地区（2016年にギュゼルユルト地区内の小地区から昇格独立）の中心都市である。
柑橘類と銅鉱山の街として知られている。歴史上、ヴェネツィア共和国がキプロス島を支配していた時代のレフカはイタリア系のカトリック教徒の街であった。その後オスマン帝国の時代に、トルコ人が入植した。

## 歴史
レフカに初めて人類が現れたのは新石器時代である。ある仮説によれば、紀元前3世紀にプトレマイオス朝エジプトの王子レフコスが街を建設し、名祖となったという。このレフコスはニコシアも建設し、当時はレフコシアと呼んでいたのだともいう。また別の説によれば、ギリシア語でポプラを意味する「レフカ」（Lefka）という名の少女が病を患い、この町に山から下りてくる新鮮な空気を吸うためやって来たのだという。この伝説によれば、少女はその後この町で長い余生をまっとうして亡くなり、彼女を記念して町の名をレフカとしたのだという。
レフカは古くから銅鉱山の街として栄えた。町の周辺で、青銅器時代に採掘されたとみられる銅が見つかっている。銅の生産はフェニキア人や古代ローマの支配下にはいっても続いたが、ローマ帝国期の150年ごろに閉山した。街周辺では、ヘレニズム期の紀元前310年からローマ期の150年までの墓が見つかっている。 ローマ期には、近隣の港湾都市カラヴォスタシがエジプトとの交易・輸送を担っていた。
ビザンツ帝国期には、聖ゲオルギオスに捧げられた教会があった。リュジニャン朝キプロス王国やヴェネツィア共和国の時代には、レフカは地域の中心都市となり、フランク人・ラテン人の軍人・貴族たちが身を寄せた。1425年にマムルーク朝がキプロスへ侵攻した際は、リュジニャン朝の王族がレフカに避難した。中世レフカには小規模で簡素な宿があり、ソロイ、ヴニ、ソリア、マラタサなど周辺のトロードス山脈にある教会への巡礼拠点とされた。またヤッファ伯が近隣のペリステロナリ村に農場を保有していた。
16世紀前半には、レフカは周辺村落を含めたバイラッジオの中心であったという記録がある。直轄地とされたレフカは16世紀最初の30年の間に人口が2倍になり、他のキプロスの都市と同様に耕作地が拡大し地価も上がっていった。14世紀から15世紀にかけては、政府直轄のサトウキビプランテーションも置かれていた。豊かなメサオリア平野の西端に位置するレフカとモルフォウは、特に重点的に大きな利益を生むサトウキビ栽培のための直轄地が置かれた。
1571年にオスマン帝国がキプロス征服した後、アナトリア半島からトルコ人がレフカに入植し、それまでラテン人が住んでいた土地や家に入った。またキプロス島で軍務についていたオスマン軍人が、引退後も子孫に至るまでレフカに住み続けることもあった。その結果、レフカの住民はトルコ系キプロス人が多数派を占め、ギリシャ系キプロス人は少数派となった。1831年に行われた人口調査では、成人男性住民328人のうち、294人がトルコ系で34人がギリシャ系だった。1891年の調査では同様に、907人のうち741人がトルコ系で166人がギリシャ系だった。人口は1901年時点で1143人まで増えたが、1911年時点では1008人に減っていた。その後1921年時点では1163人となった。
1921年以降、キプロス鉱山会社が銅鉱山を再び開いて操業開始した影響で、レフカの人口は飛躍的に増加していった。1931年時点では1781人、1946年時点では3666人（うち2685人がトルコ系、981人がギリシア系）となっていた。しかしトルコ系住民とギリシャ系住民の間の対立が激化した影響で、1950年代後半にギリシャ系住民のほとんどがレフカから退去した。1963年から1964年にかけての血のクリスマス事件以降、レフカはトルコ系キプロス人の飛び地の一つとされ、周辺の村から追放されてきたトルコ系難民が流入した。1960年時点で3674人（トルコ系3586人、ギリシャ系88人）だった人口は、1973年時点で4544人（すべてトルコ系）まで増加した。

## 名所

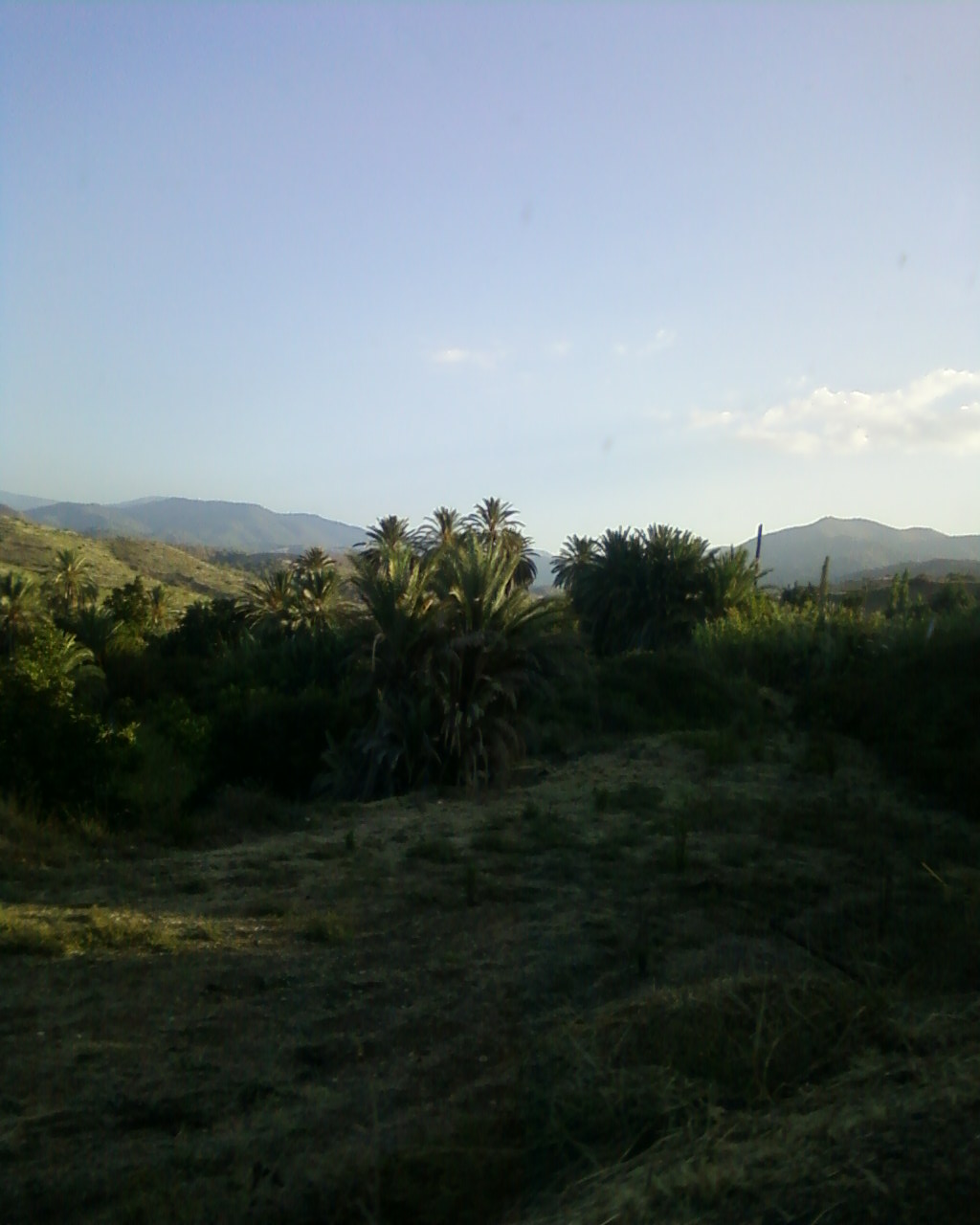
レフカに多数自生しているヤシの木

レフカにはモスクが3つ存在する。ピリ・メフメト・パシャ・モスク、オルタ・モスク、アシャーウ・モスクで、ピリ・メフメト・パシャ・モスクが頭抜けて古い。このモスクはかつてビザンツ帝国時代に聖ゲオルギオス教会があった地であると言われている。現在の建物は7世紀にキリスト教会として建てられ、10世紀にアラブ人の侵攻を受けてモスクに変えられた。1571年にオスマン帝国がキプロスを征服したころには廃墟同然となっており、オスマン軍人のエブベキル・ベイが改修して自身の祖父にあたる大宰相ピリ・メフメト・パシャの名をモスクに冠した。また1580年から1584年の間に、マドラサや児童学校もモスクに併設された。残りのオルタ・モスクは1904年に建設され、アシャーウ・モスクは1904年に完成した。アシャーウ・モスクが建てられた地には、もともと前に18世紀後半から19世紀前半の間に建てられたモスクがあったようである。オルタ・モスクは「中央モスク」の意であるが、これは街の中心部に位置することに由来する。同様にアシャーウ・モスク（「下モスク」の意）も、街の下方の地区にあったためその名がつけられた。
レフカにはキプロス・オスマン様式の古民家が多数残されている。大部分は1900年から1930年の間に建てられたもので、おおむねオスマン帝国の建築様式に沿っているものの、イオニア式の柱のようなギリシャ的要素も含まれている。このことから、主にギリシャ系住民がこれらの住宅の建設を担っていたことがうかがえる。出窓の存在や、内部にアーチが使われていることも特徴である。どの家にも内庭があり、これは20世紀前半の保守的で閉鎖的なムスリム家庭の生活様式を反映している。

## 国際関係
2015年、レフカはスローシティに加盟した。

### 姉妹都市
- ベルガマ（トルコ共和国イズミル県）[9]
- マラティヤ （同マラティヤ県）[10]
- シリフケ （同メルスィン県）[11]
- エルマダー（英語版） （同アンカラ県）[12]